# Local Natives
Local Natives — музыкальный коллектив из Лос-Анджелеса, исполняющий инди-рок.

## История
Группа была образована Келси Айером, Райаном Ханом и Тейлором Райсом. Райс и Хан вместе учились в средней школе Тесоро, расположенной в Лас-Флоресе, округ Ориндж; Айер ходил в соседнюю школу. Через год после того, как они окончили колледж при Калифорнийском университете в Лос-Анджелесе, к ним присоединились барабанщик Мэтт Фрейзер и бас-гитарист Энди Хамм. Последний придумал нынешнее название группы, которая первоначально называлась Cavil at Rest. В декабре 2008 года музыканты приступили к работе над альбомом.
В следующем году группа обратила на себя внимание благодаря выступлениям на фестивале South by Southwest. Дебютный диск Gorilla Manor, записанный под руководством Рэймонда Ричардса на его студии Red Rockets Glare, вышел в ноябре 2009 года в Великобритании и 16 февраля 2010 года в США, после того как Local Natives подписали контракт с лейблом Frenchkiss Records. Релиз занял 160-е место в хит-параде Billboard 200 и получил положительные отзывы критиков, которые сравнивали группу с Arcade Fire, Fleet Foxes, Grizzly Bear, Vampire Weekend.
18 марта 2011 года стало известно, что Энди Хамм покинул состав коллектива. На фестивале Lollapalooza в августе того же года Local Natives объявили о том, что они начали записывать следующую пластинку.
9 сентября 2016 года состоялся релиз альбома «Sunlit Youth».

## Состав
- Тейлор Райс (Taylor Rice) — вокал, гитара
- Келси Айер (Kelcey Ayer) — вокал, клавишные, перкуссия
- Райан Хан (Ryan Hahn) — вокал, гитара
- Мэтт Фрейзер (Matt Frazier) — ударные
- Ник Эвинг (Nik Ewing) — бас-гитара

### Бывшие участники
- Энди Хамм (Andy Hamm) — бас-гитара (2008—2011)

## Дискография

### Альбомы
- Gorilla Manor (2009)
- Hummingbird (28 января 2013)[10]
- Sunlit Youth (9 сентября 2016)

### Синглы
- «Sun Hands» (2009)
- «Camera Talk» (2009)
- «Airplanes» (2010)
- «Wide Eyes» (2010)
- «Who Knows Who Cares» (2010)
- «World News» (2010)